# Abel Grimmer
Abel Grimmer, o Grimer (Amberes, c. 1570 - Amberes 1618-1619), fue un pintor flamenco.

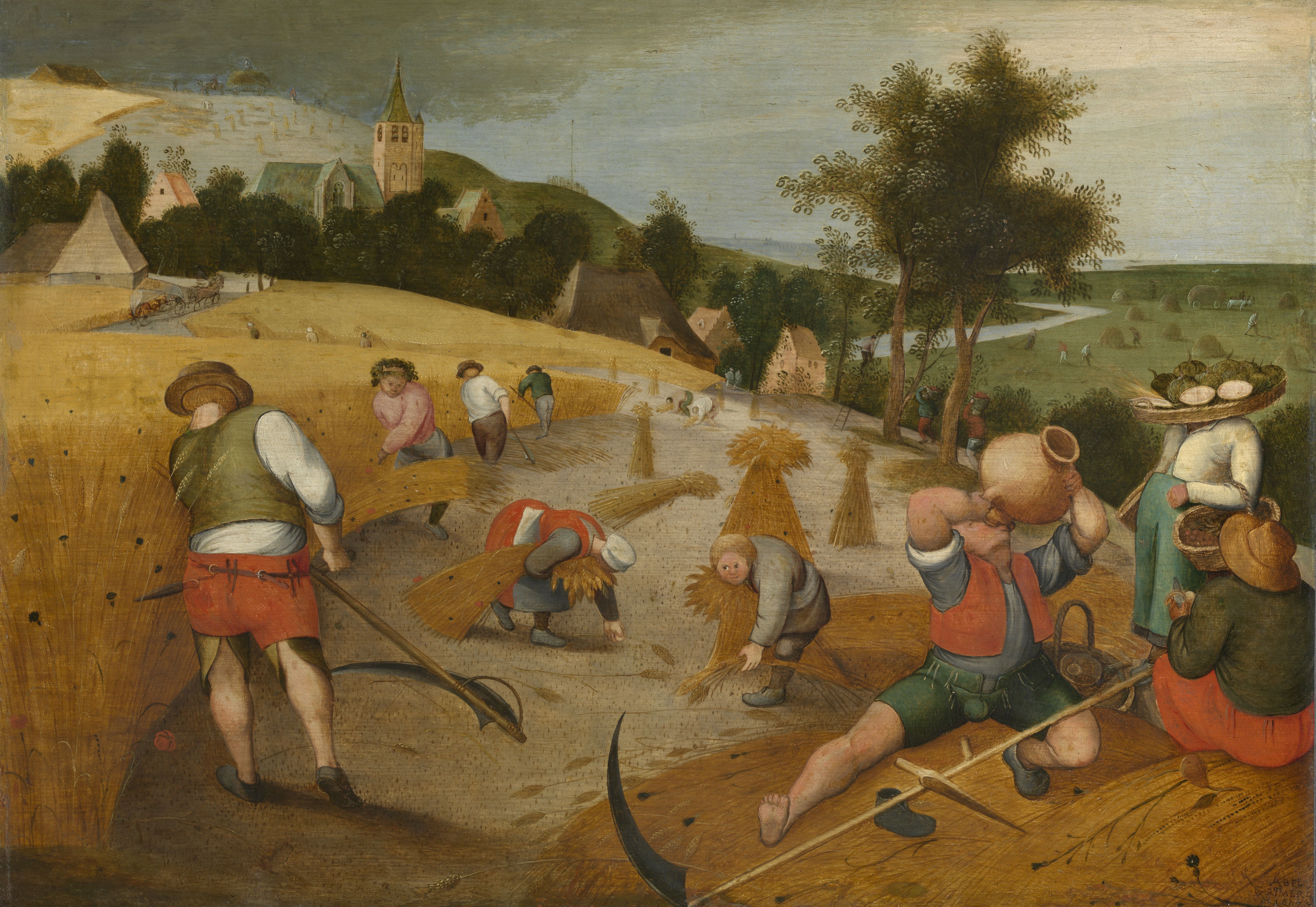
El verano (1607), óleo, 33 × 47 cm. Koninklijk Museum voor Schone Kunsten, Amberes.

## Biografía
Fue hijo del también pintor paisajista Jacob Grimmer. En 1591 contrajo matrimonio con Catharina Lescornet y un año más tarde, al igual que su padre, ingresó como maestro en el Gremio de San Lucas de Amberes. En su obra predominan las escenas campestres de temática religiosa, con frecuencia seriadas según los meses del año o las estaciones y basadas en composiciones previas de Pieter Brueghel el Viejo y Hans Bol o Adriaen Collaert y Pieter van der Heyden. También pintó y dibujó interiores de iglesias —en ocasiones basados en las composiciones de Hans Vredeman de Vries— con gran dominio de la perspectiva, así como vistas de ciudades, en particular de su Amberes natal.

## Obra
Museo del Prado
- Parábola del banquete de bodas del hijo del rey, óleo sobre tabla, 24 x 34 cm, firmado, c. 1611.
- José y María buscan posada a su llegada a Belén, óleo sobre tabla, 24 x 34 cm, firmado, c. 1611.
- Parábola de la observación del sábado, óleo sobre tabla, 24 x 34 cm, firmado.
- Parábola de los viñadores infieles, óleo sobre tabla, 24 x 34 cm, firmado.; inspirado en la parábola de los viñadores homicidas.
- Parábola del hacendado afortunado, óleo sobre tabla, 24 x 34 cm, firmado, c. 1611.
- Parábola del sembrador, óleo sobre tabla, 24 x 34 cm, firmado, c. 1611.

National Gallery, Washington.
- Mercado en Bergen op Zoom, óleo sobre tabla, 63,8 x 82,2 cm, atribuido, c. 1590-1597 .